# UEFA Europa League 2023-2024 (fase a gironi)
La fase a gironi della UEFA Europa League 2023-2024 si è disputata tra il 21 settembre e il 14 dicembre 2023. Hanno partecipato a questa fase della competizione 32 club: 16 di essi si sono qualificati alla successiva fase a eliminazione diretta, che condurrà alla finale di Dublino del 22 maggio 2024.

## Date
| Fase          | Sorteggio                                  | Turno            | Data              |
| ------------- | ------------------------------------------ | ---------------- | ----------------- |
| Fase a gironi | 1º settembre 2023, ore 13:00 CEST (Monaco) | Prima giornata   | 21 settembre 2023 |
| Fase a gironi | 1º settembre 2023, ore 13:00 CEST (Monaco) | Seconda giornata | 5 ottobre 2023    |
| Fase a gironi | 1º settembre 2023, ore 13:00 CEST (Monaco) | Terza giornata   | 26 ottobre 2023   |
| Fase a gironi | 1º settembre 2023, ore 13:00 CEST (Monaco) | Quarta giornata  | 9 novembre 2023   |
| Fase a gironi | 1º settembre 2023, ore 13:00 CEST (Monaco) | Quinta giornata  | 30 novembre 2023  |
| Fase a gironi | 1º settembre 2023, ore 13:00 CEST (Monaco) | Sesta giornata   | 14 dicembre 2023  |

## Formato
In ogni gruppo le squadre si affrontano secondo la formula del girone all'italiana. La prima classificata di ciascun gruppo accede agli ottavi di finale della fase a eliminazione diretta. La seconda classificata accede agli spareggi della fase a eliminazione diretta. La terza classificata accede agli spareggi della fase a eliminazione diretta della UEFA Europa Conference League e la quarta classificata è eliminata.
Nel caso che due o più squadre finiscano a pari punti nel girone, vengono adottati i seguenti criteri in ordine di importanza per stabilire le posizioni nella classifica finale del gruppo:
1. Il maggior numero di punti ottenuti negli scontri diretti fra le squadre finite a pari punti;
2. Nel caso di ulteriore parità: la migliore differenza reti negli scontri diretti fra le squadre finite a pari punti;
3. Nel caso di ulteriore parità: il maggior numero di reti segnate negli scontri diretti fra le squadre finite a pari punti;
4. Nel caso di ulteriore parità si prendono in esame tutte le partite disputate nel gruppo, comprese quelle con le squadre che non sono finite a pari punti;
5. La migliore differenza reti in tutte le partite disputate nel gruppo;
6. Nel caso di ulteriore parità: il maggior numero di reti segnate in tutte le partite disputate nel gruppo;
7. Nel caso di ulteriore parità: il maggior numero di reti segnate in tutte le partite disputate fuori casa nel gruppo;
8. Nel caso di ulteriore parità: il maggior numero di vittorie conseguite in tutte le partite disputate nel gruppo;
9. Nel caso di ulteriore parità: il maggior numero di vittorie conseguite in tutte le partite disputate fuori casa nel gruppo;
10. Nel caso di ulteriore parità avranno una migliore classifica le squadre con meno punti di penalità derivanti dai cartellini gialli e rossi ricevuti durante le partite della fase a gironi: 3 punti per ogni cartellino rosso, 1 punto per ogni cartellino giallo e 3 punti per l'espulsione dovuta a due cartellini gialli;
11. Nel caso di ulteriore parità avranno una migliore classifica le squadre con il miglior coefficiente UEFA.

## Squadre
| Legenda                                                                                                  |
| --- |
| Primi classificati (agli ottavi di finale della fase a eliminazione diretta)                             |
| Secondi classificati (agli spareggi della fase a eliminazione diretta)                                   |
| Terzi classificati (agli spareggi della fase a eliminazione diretta della UEFA Europa Conference League) |
| Quarti classificati (eliminati)                                                                          |

| Squadre          | Coeff   |
| Urna 1           | Urna 1  |
| ---------------- | ------- |
| West Ham Utd     | 50.000  |
| Liverpool        | 123.000 |
| Roma             | 97.000  |
| Ajax             | 89.000  |
| Villarreal       | 82.000  |
| Bayer Leverkusen | 72.000  |
| Atalanta         | 55.500  |
| Rangers          | 54.000  |

| Squadre             | Coeff  |
| Urna 2              | Urna 2 |
| ------------------- | ------ |
| Sporting Lisbona    | 52.500 |
| Slavia Praga        | 52.000 |
| Rennes              | 44.000 |
| Olympiacos          | 39.000 |
| Betis               | 37.000 |
| LASK                | 36.000 |
| Olympique Marsiglia | 33.000 |
| Qarabağ             | 25.000 |

| Squadre              | Coeff  |
| Urna 3               | Urna 3 |
| -------------------- | ------ |
| Molde                | 24.000 |
| Brighton             | 21.914 |
| Sheriff Tiraspol     | 19.500 |
| Union Saint-Gilloise | 19.000 |
| Friburgo             | 16.496 |
| Sparta Praga         | 14.000 |
| Maccabi Haifa        | 13.000 |
| Sturm Graz           | 12.500 |

| Squadre           | Coeff  |
| Urna 4            | Urna 4 |
| ----------------- | ------ |
| Tolosa            | 12.232 |
| AEK Atene         | 11.000 |
| TSC Bačka Topola  | 6.475  |
| Servette          | 6.335  |
| Panathīnaïkos     | 5.045  |
| Raków Częstochowa | 5.000  |
| Arīs Limassol     | 4.895  |
| Häcken            | 4.750  |

## Sorteggio
| Gruppo | 1ª fascia        | 2ª fascia           | 3ª fascia            | 4ª fascia         |
| ------ | ---------------- | ------------------- | -------------------- | ----------------- |
| A      | West Ham Utd     | Olympiacos          | Friburgo             | TSC Bačka Topola  |
| B      | Ajax             | Olympique Marsiglia | Brighton             | AEK Atene         |
| C      | Rangers          | Betis               | Sparta Praga         | Arīs Limassol     |
| D      | Atalanta         | Sporting Lisbona    | Sturm Graz           | Raków Częstochowa |
| E      | Liverpool        | LASK                | Union Saint-Gilloise | Tolosa            |
| F      | Villarreal       | Rennes              | Maccabi Haifa        | Panathīnaïkos     |
| G      | Roma             | Slavia Praga        | Sheriff Tiraspol     | Servette          |
| H      | Bayer Leverkusen | Qarabağ             | Molde                | Häcken            |

## Risultati

### Gruppo A
| Squadra          | Pt | G | V | N | P | GF | GS | DG  |
| ---------------- | -- | - | - | - | - | -- | -- | --- |
| West Ham Utd     | 15 | 6 | 5 | 0 | 1 | 10 | 4  | +6  |
| Friburgo         | 12 | 6 | 4 | 0 | 2 | 17 | 7  | +10 |
| Olympiacos       | 7  | 6 | 2 | 1 | 3 | 11 | 14 | -3  |
| TSC Bačka Topola | 1  | 6 | 0 | 1 | 5 | 6  | 19 | -13 |

| Arbitro: | Filip Glova |

|                           |           |            |
| Kudus 66’, 70’ Souček 82’ | Marcatori | 48’ Stanić |

| Arbitro: | Allard Lindhout |

|                   |           |                                          |
| El Kaabi 40’, 75’ | Marcatori | 9’ Sallai 45+7’ (rig.) Grifo 86’ Philipp |

| Arbitro: | Mohammed Al-Hakim |

|            |           |                       |
| Sallai 49’ | Marcatori | 8’ Paquetá 66’ Aguerd |

| Arbitro: | Benoît Bastien |

|                          |           |                          |
| Đakovac 63’ Pantović 90’ | Marcatori | 16’ Masouras 57’ Podence |

| Arbitro: | Andris Treimanis |

|                             |           |             |
| Fortounīs 33’ Rodinei 45+1’ | Marcatori | 87’ Paquetá |

| Arbitro: | Əliyar Ağayev |

|              |           |                            |
| Petrović 13’ | Marcatori | 49’ (rig.), 59’, 73’ Grifo |

| Arbitro: | Rohit Saggi |

|                                                           |           |  |
| Röhl 24’ Eggestein 56’ Weißhaupt 69’ Adamu 80’ Dōan 90+2’ | Marcatori |  |

| Arbitro: | Matej Jug |

|             |           |  |
| Paquetà 73’ | Marcatori |  |

| Arbitro: | Irfan Peljto |

|                                                |           |  |
| Gregoritsch 3’, 8’, 36’ Sildillia 42’ Dōan 77’ | Marcatori |  |

| Arbitro: | Allard Lindhout |

|  |           |            |
|  | Marcatori | 89’ Souček |

| Arbitro: | João Pinheiro |

|                       |           |  |
| Kudus 14’ Álvarez 42’ | Marcatori |  |

| Arbitro: | Morten Krogh |

|                                                            |           |                          |
| El Kaabi 21’ Podence 40’, 42’ Ilić 46’ (aut.) El-Arabi 68’ | Marcatori | 48’ Đakovac 61’ Ćirković |

### Gruppo B
| Squadra             | Pt | G | V | N | P | GF | GS | DG |
| ------------------- | -- | - | - | - | - | -- | -- | -- |
| Brighton            | 13 | 6 | 4 | 1 | 1 | 10 | 5  | +5 |
| Olympique Marsiglia | 11 | 6 | 3 | 2 | 1 | 14 | 10 | +4 |
| Ajax                | 5  | 6 | 1 | 2 | 3 | 10 | 13 | -3 |
| AEK Atene           | 4  | 6 | 1 | 1 | 4 | 6  | 12 | -6 |

| Arbitro: | Maurizio Mariani |

|                                  |           |                                |
| Forbs 9’ Berghuis 20’ Taylor 52’ | Marcatori | 23’ Clauss 38’, 78’ Aubameyang |

| Arbitro: | Kristo Tohver |

|                                   |           |                                    |
| João Pedro 30’ (rig.), 67’ (rig.) | Marcatori | 11’ Sidibé 40’ Gaćinović 84’ Ponce |

| Arbitro: | Mykola Balakin |

|                         |           |                                |
| Mbemba 19’ Veretout 20’ | Marcatori | 54’ Groß 88’ (rig.) João Pedro |

| Arbitro: | Matej Jug |

|          |           |                     |
| Vida 75’ | Marcatori | 30’ (rig.) Bergwijn |

| Arbitro: | Daniel Stefański |

|                                                  |           |            |
| Vitinha 27’ Harit 60’ (rig.) Veretout 69’ (rig.) | Marcatori | 53’ Pineda |

| Arbitro: | Bartosz Frankowski |

|                         |           |  |
| João Pedro 42’ Fati 53’ | Marcatori |  |

| Arbitro: | Nikola Dabanović |

|  |           |                      |
|  | Marcatori | 15’ Fati 53’ Adingra |

| Arbitro: | Glenn Nyberg |

|  |           |                       |
|  | Marcatori | 25’ Mbemba 90+3’ Sarr |

| Arbitro: | Sandro Schärer |

|  |           |                       |
|  | Marcatori | 55’ (rig.) João Pedro |

| Arbitro: | Simone Sozza |

|                                                    |           |                            |
| Aubameyang 9’ (rig.), 48’, 90+3’ (rig.) Mbemba 26’ | Marcatori | 10’, 30’ Brobbey 79’ Akpom |

| Arbitro: | Craig Pawson |

|                          |           |            |
| Akpom 5’, 56’ Taylor 20’ | Marcatori | 11’ García |

| Arbitro: | José María Sánchez Martínez |

|                |           |  |
| João Pedro 88’ | Marcatori |  |

### Gruppo C
| Squadra       | Pt | G | V | N | P | GF | GS | DG |
| ------------- | -- | - | - | - | - | -- | -- | -- |
| Rangers       | 11 | 6 | 3 | 2 | 1 | 8  | 6  | +2 |
| Sparta Praga  | 10 | 6 | 3 | 1 | 2 | 9  | 7  | +2 |
| Betis         | 9  | 6 | 3 | 0 | 3 | 9  | 7  | +2 |
| Arīs Limassol | 4  | 6 | 1 | 1 | 4 | 7  | 13 | -6 |

| Arbitro: | Jérôme Brisard |

|                           |           |                                |
| Krejčí 20’, 25’ Vitík 67’ | Marcatori | 11’ (rig.) Kokorin 90’ Babicka |

| Arbitro: | Lawrence Visser |

|          |           |  |
| Sima 68’ | Marcatori |  |

| Arbitro: | Duje Strukan |

|                  |           |                |
| Diao 9’ Isco 79’ | Marcatori | 3’ Birmančević |

| Arbitro: | Horațiu Feșnic |

|                           |           |          |
| Moussounda 9’ Babicka 59’ | Marcatori | 70’ Sima |

| Praga 26 ottobre 2023, ore 18:45 CEST 3ª giornata | Sparta Praga     | 0 – 0 referto | Rangers | Stadion Letná (18 250 spett.)\| Arbitro: \| Sascha Stegemann \| |
| Arbitro:                                          | Sascha Stegemann |               |         |                                                                 |

| Arbitro: | Filip Glova |

|  |           |           |
|  | Marcatori | 75’ Pérez |

| Arbitro: | Mohammed Al-Hakim |

|                                                         |           |             |
| Borja Iglesias 34’ Ruibal 64’ Roca 79’ Ezzalzouli 90+4’ | Marcatori | 84’ Kokorin |

| Arbitro: | Davide Massa |

|                         |           |              |
| Danilo 11’ Cantwell 20’ | Marcatori | 77’ Haraslin |

| Arbitro: | Nikola Dabanović |

|              |           |  |
| Haraslin 54’ | Marcatori |  |

| Arbitro: | Rohit Saggi |

|                |           |             |
| McCausland 49’ | Marcatori | 28’ Babicka |

| Arbitro: | Srđan Jovanović |

|                       |           |                                |
| Miranda 14’ Pérez 37’ | Marcatori | 10’ Sima 20’ Dessers 78’ Roofe |

| Arbitro: | Harm Osmers |

|               |           |                                  |
| Bengtsson 84’ | Marcatori | 4’ Kuchta 11’, 45+1’ Birmančević |

### Gruppo D
| Squadra           | Pt | G | V | N | P | GF | GS | DG |
| ----------------- | -- | - | - | - | - | -- | -- | -- |
| Atalanta          | 14 | 6 | 4 | 2 | 0 | 12 | 4  | +8 |
| Sporting Lisbona  | 11 | 6 | 3 | 2 | 1 | 10 | 6  | +4 |
| Sturm Graz        | 4  | 6 | 1 | 1 | 4 | 4  | 9  | -5 |
| Raków Częstochowa | 4  | 6 | 1 | 1 | 4 | 3  | 10 | -7 |

| Arbitro: | Roi Reinshreiber |

|                              |           |  |
| De Ketelaere 49’ Éderson 66’ | Marcatori |  |

| Arbitro: | Nikola Dabanović |

|            |           |                           |
| Bøving 58’ | Marcatori | 76’ Gyökeres 84’ Diomande |

| Arbitro: | Alejandro Hernández Hernández |

|                     |           |                          |
| Gyökeres 76’ (rig.) | Marcatori | 33’ Scalvini 43’ Ruggeri |

| Arbitro: | Əliyar Ağayev |

|  |           |            |
|  | Marcatori | 24’ Bøving |

| Arbitro: | Duje Strukan |

|                                 |           |                          |
| Prass 13’ Włodarczyk 80’ (rig.) | Marcatori | 34’, 45+7’ (rig.) Muriel |

| Arbitro: | Anastasios Papapetrou |

|              |           |            |
| Piasecki 79’ | Marcatori | 14’ Coates |

| Arbitro: | Jérôme Brisard |

|              |           |  |
| Djimsiti 50’ | Marcatori |  |

| Arbitro: | Enea Jorgji |

|                                  |           |            |
| Gonçalves 14’ (rig.), 52’ (rig.) | Marcatori | 70’ Rundić |

| Arbitro: | Michael Oliver |

|              |           |             |
| Scamacca 23’ | Marcatori | 56’ Edwards |

| Arbitro: | Filip Glova |

|  |           |            |
|  | Marcatori | 81’ Yeboah |

| Arbitro: | William Collum |

|                              |           |  |
| Gyökeres 39’ Inácio 60’, 70’ | Marcatori |  |

| Arbitro: | Enea Jorgji |

|  |           |                                                 |
|  | Marcatori | 14’, 72’ Muriel 27’ Bonfanti 90+2’ De Ketelaere |

### Gruppo E
| Squadra              | Pt | G | V | N | P | GF | GS | DG  |
| -------------------- | -- | - | - | - | - | -- | -- | --- |
| Liverpool            | 12 | 6 | 4 | 0 | 2 | 17 | 7  | +10 |
| Tolosa               | 11 | 6 | 3 | 2 | 1 | 8  | 9  | -1  |
| Union Saint-Gilloise | 8  | 6 | 2 | 2 | 2 | 5  | 8  | -3  |
| LASK                 | 3  | 6 | 1 | 0 | 5 | 6  | 12 | -6  |

| Arbitro: | Marco Di Bello |

|             |           |                                     |
| Flecker 14’ | Marcatori | 56’ (rig.) Núñez 63’ Díaz 88’ Salah |

| Arbitro: | Rohit Saggi |

|            |           |                       |
| Amoura 69’ | Marcatori | 45+3’ (rig.) Dallinga |

| Arbitro: | Morten Krogh |

|                            |           |  |
| Gravenberch 44’ Jota 90+2’ | Marcatori |  |

| Arbitro: | Nick Walsh |

|           |           |  |
| Suazo 31’ | Marcatori |  |

| Arbitro: | Atilla Karaoğlan |

|                                  |           |          |
| Puertas 84’ (rig.) Burgess 90+4’ | Marcatori | 24’ Usor |

| Arbitro: | Rade Obrenovič |

|                                                        |           |              |
| Jota 9’ Endō 30’ Núñez 34’ Gravenberch 65’ Salah 90+3’ | Marcatori | 16’ Dallinga |

| Arbitro: | Simone Sozza |

|                                              |           |  |
| Horvath 25’ (rig.) Talovyerov 45+4’ Žulj 77’ | Marcatori |  |

| Arbitro: | Georgi Kabakov |

|                                   |           |                              |
| Dønnum 36’ Dallinga 58’ Magri 76’ | Marcatori | 74’ (aut.) Cásseres 89’ Jota |

| Arbitro: | Urs Schnyder |

|                                            |           |  |
| Díaz 12’ Gakpo 15’, 90+2’ Salah 51’ (rig.) | Marcatori |  |

| Tolosa 30 novembre 2023, ore 21:00 CET 5ª giornata | Tolosa    | 0 – 0 referto | Union Saint-Gilloise | Stadium de Toulouse (31 205 spett.)\| Arbitro: \| Matej Jug \| |
| Arbitro:                                           | Matej Jug |               |                      |                                                                |

| Arbitro: | Orel Grinfeld |

|                        |           |             |
| Amoura 32’ Puertas 43’ | Marcatori | 40’ Quansah |

| Arbitro: | Fabio Maresca |

|              |           |                        |
| Ljubičić 61’ | Marcatori | 54’ Dallinga 83’ Suazo |

### Gruppo F
| Squadra       | Pt | G | V | N | P | GF | GS | DG |
| ------------- | -- | - | - | - | - | -- | -- | -- |
| Villarreal    | 13 | 6 | 4 | 1 | 1 | 9  | 7  | +2 |
| Rennes        | 12 | 6 | 4 | 0 | 2 | 13 | 6  | +7 |
| Maccabi Haifa | 5  | 6 | 1 | 2 | 3 | 3  | 9  | -6 |
| Panathīnaïkos | 4  | 6 | 1 | 1 | 4 | 7  | 10 | -3 |

| Arbitro: | Harm Osmers |

|                                   |           |  |
| Blas 1’ Truffert 31’ Yıldırım 55’ | Marcatori |  |

| Arbitro: | Craig Pawson |

|                          |           |  |
| Iōannidīs 38’ Šporar 78’ | Marcatori |  |

| Arbitro: | Harald Lechner |

|             |           |  |
| Sørloth 36’ | Marcatori |  |

| Haifa 5 ottobre 2023, ore 21:00 CEST 2ª giornata | Maccabi Haifa | 0 – 0 referto | Panathīnaïkos | Stadio Sammy Ofer (29 465 spett.)\| Arbitro: \| António Nobre \| |
| Arbitro:                                         | António Nobre |               |               |                                                                  |

| Arbitro: | João Pinheiro |

|                      |           |                          |
| Iōannidīs 61’ (rig.) | Marcatori | 7’ Gouiri 49’ Kalimuendo |

| Arbitro: | William Collum |

|                                     |           |                      |
| Rieder 9’ Salah 65’ Blas 70’ (rig.) | Marcatori | 34’ (rig.) Iōannidīs |

| Arbitro: | Mykola Balakin |

|          |           |                       |
| Seck 30’ | Marcatori | 82’ Baena 86’ Sørloth |

| Arbitro: | Horațiu Feșnic |

|  |           |                                     |
|  | Marcatori | 29’ Terrier 47’ Gouiri 90+3’ Rieder |

| Arbitro: | Ivan Kružliak |

|                                    |           |                            |
| Baena 29’ Comesaña 34’ Morales 47’ | Marcatori | 66’ Palacios 81’ Iōannidīs |

| Vila-real 6 dicembre 2023, ore 21:00 CET 3ª giornata | Villarreal | 0 – 0 referto | Maccabi Haifa | Stadio della Ceramica (9 365 spett.)\| Arbitro: \| Nick Walsh \| |
| Arbitro:                                             | Nick Walsh |               |               |                                                                  |

| Arbitro: | Atilla Karaoğlan |

|                       |           |                                              |
| Assignon 37’ Blas 79’ | Marcatori | 36’ (rig.) G. Moreno 62’ Akhomach 80’ Parejo |

| Arbitro: | Georgi Kabakov |

|               |           |                     |
| Iōannidīs 89’ | Marcatori | 20’ David 74’ Chery |

### Gruppo G
| Squadra          | Pt | G | V | N | P | GF | GS | DG  |
| ---------------- | -- | - | - | - | - | -- | -- | --- |
| Slavia Praga     | 15 | 6 | 5 | 0 | 1 | 17 | 4  | +13 |
| Roma             | 13 | 6 | 4 | 1 | 1 | 12 | 4  | +8  |
| Servette         | 5  | 6 | 1 | 2 | 3 | 4  | 13 | -9  |
| Sheriff Tiraspol | 1  | 6 | 0 | 1 | 5 | 5  | 17 | -12 |

| Arbitro: | Giorgi Kruashvili |

|  |           |                       |
|  | Marcatori | 32’ Masopust 59’ Ogbu |

| Arbitro: | Andris Treimanis |

|           |           |                              |
| Tovar 57’ | Marcatori | 45+4’ (aut.) Kiki 65’ Lukaku |

| Arbitro: | Igor Pajač |

|                                            |           |  |
| Lukaku 21’ Belotti 46’, 59’ Pellegrini 52’ | Marcatori |  |

| Arbitro: | Willy Delajod |

|                                                                     |           |  |
| Chytil 4’, 71’ Ogbu 7’ Garananga 39’ (aut.) Schranz 47’ Douděra 58’ | Marcatori |  |

| Arbitro: | Espen Eskås |

|                    |           |  |
| Bove 1’ Lukaku 17’ | Marcatori |  |

| Arbitro: | John Brooks |

|            |           |              |
| Ankeye 80’ | Marcatori | 41’ Crivelli |

| Arbitro: | Manfredas Lukjančukas |

|                                 |           |                    |
| Rouiller 84’ Bedia 90+3’ (rig.) | Marcatori | 12’ (aut.) Severin |

| Arbitro: | François Letexier |

|                          |           |  |
| Jurečka 50’ Masopust 74’ | Marcatori |  |

| Arbitro: | Daniel Stefański |

|           |           |            |
| Bedia 50’ | Marcatori | 21’ Lukaku |

| Arbitro: | Christian-Petru Ciochirca |

|                              |           |                                              |
| Tovar 45+3’ Ngom Mbekeli 56’ | Marcatori | 19’ Jurečka 78’ Zafeirīs 90+5’ (rig.) Tijani |

| Arbitro: | Jérôme Brisard |

|                                      |           |  |
| Lukaku 11’ Belotti 32’ Pisilli 90+3’ | Marcatori |  |

| Arbitro: | Nick Walsh |

|                                           |           |  |
| Douděra 15’ Schranz 25’ Chytil 30’, 45+1’ | Marcatori |  |

### Gruppo H
| Squadra          | Pt | G | V | N | P | GF | GS | DG  |
| ---------------- | -- | - | - | - | - | -- | -- | --- |
| Bayer Leverkusen | 18 | 6 | 6 | 0 | 0 | 19 | 3  | +16 |
| Qarabağ          | 10 | 6 | 3 | 1 | 2 | 7  | 9  | -2  |
| Molde            | 7  | 6 | 2 | 1 | 3 | 12 | 12 | 0   |
| Häcken           | 0  | 6 | 0 | 0 | 6 | 3  | 17 | -14 |

| Arbitro: | Manfredas Lukjančukas |

|                                             |           |  |
| Wirtz 10’ Adli 16’ Boniface 66’ Hofmann 70’ | Marcatori |  |

| Arbitro: | John Beaton |

|                |           |  |
| L. Andrade 56’ | Marcatori |  |

| Arbitro: | Anastasios Papapetrou |

|             |           |                        |
| Breivik 87’ | Marcatori | 14’ Frimpong 18’ Tella |

| Arbitro: | Sebastian Gishamer |

|  |           |             |
|  | Marcatori | 70’ Juninho |

| Arbitro: | Urs Schnyder |

|                                                                 |           |           |
| Gulbrandsen 6’ Wolff Eikrem 27’, 55’ Breivik 30’ Bjørnbak 90+3’ | Marcatori | 21’ Sonko |

| Arbitro: | Horațiu Feșnic |

|                                                     |           |                     |
| Wirtz 6’ Grimaldo 29’, 55’ Boniface 36’ Tapsoba 57’ | Marcatori | 16’ (rig.) Bayramov |

| Arbitro: | Craig Pawson |

|  |           |                       |
|  | Marcatori | 90+4’ (rig.) Boniface |

| Arbitro: | Donald Robertson |

|            |           |                                     |
| Hrstić 65’ | Marcatori | 16’ Gulbrandsen 24’, 86’ K. Eriksen |

| Arbitro: | Erik Lambrechts |

|                  |           |                               |
| Eriksen 82’, 87’ | Marcatori | 12’ Juninho 90+5’ Mustafazadə |

| Arbitro: | Julian Weinberger |

|  |           |                         |
|  | Marcatori | 14’ Boniface 74’ Schick |

| Arbitro: | Robert Jones |

|                                                            |           |              |
| Schick 6’ Tapsoba 22’ Ellingsen 25’ (aut.) Hložek 60’, 70’ | Marcatori | 76’ Kitolano |

| Arbitro: | Juxhin Xhaja |

|                            |           |                       |
| L. Andrade 1’ Benzia 45+4’ | Marcatori | 90+4’ (aut.) Hüseynov |